# Frisch-Peierls-Memorandum

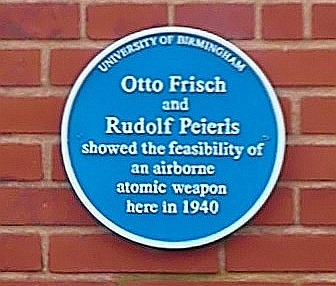
Gedenkplakette an der Universität Birmingham. Übersetzt:
Otto Frisch
und
Rudolf Peierls
zeigten die Machbarkeit einer
aus der Luft abgeworfenen
Atomwaffe
hier im Jahr 1940

Das Frisch-Peierls-Memorandum war eine von den Physikern Otto Frisch und Rudolf Peierls im März 1940 in Birmingham abgefasste Denkschrift über die Möglichkeit des Baus einer „Super-Bombe“ durch Ausnutzung der bei Kernspaltung freiwerdenden Energie. Frisch und Peierls, die beide vor dem nationalsozialistischen Regime ins Ausland geflohen waren, wurden bei der Abfassung ihrer Denkschrift wesentlich von der Sorge angetrieben, dass eine Nuklearwaffe in Nazi-Deutschland entwickelt werden könnte, und versuchten die britische Regierung zu warnen. Das Memorandum wird als wichtiger Schritt auf dem Weg zur ersten Atombombe angesehen. Frisch und Peierls gaben das Memorandum unter dem Siegel strenger Geheimhaltung an Mark Oliphant, der es wiederum an Henry Tizard, einen hohen Luftwaffenoffizier weiterleitete. Als Folge kam es zu ersten Aktivitäten in Großbritannien zur Erforschung und Konstruktion einer Atombombe, und die MAUD-Kommission wurde ins Leben gerufen.

## Die Verfasser: Otto Frisch und Rudolf Peierls

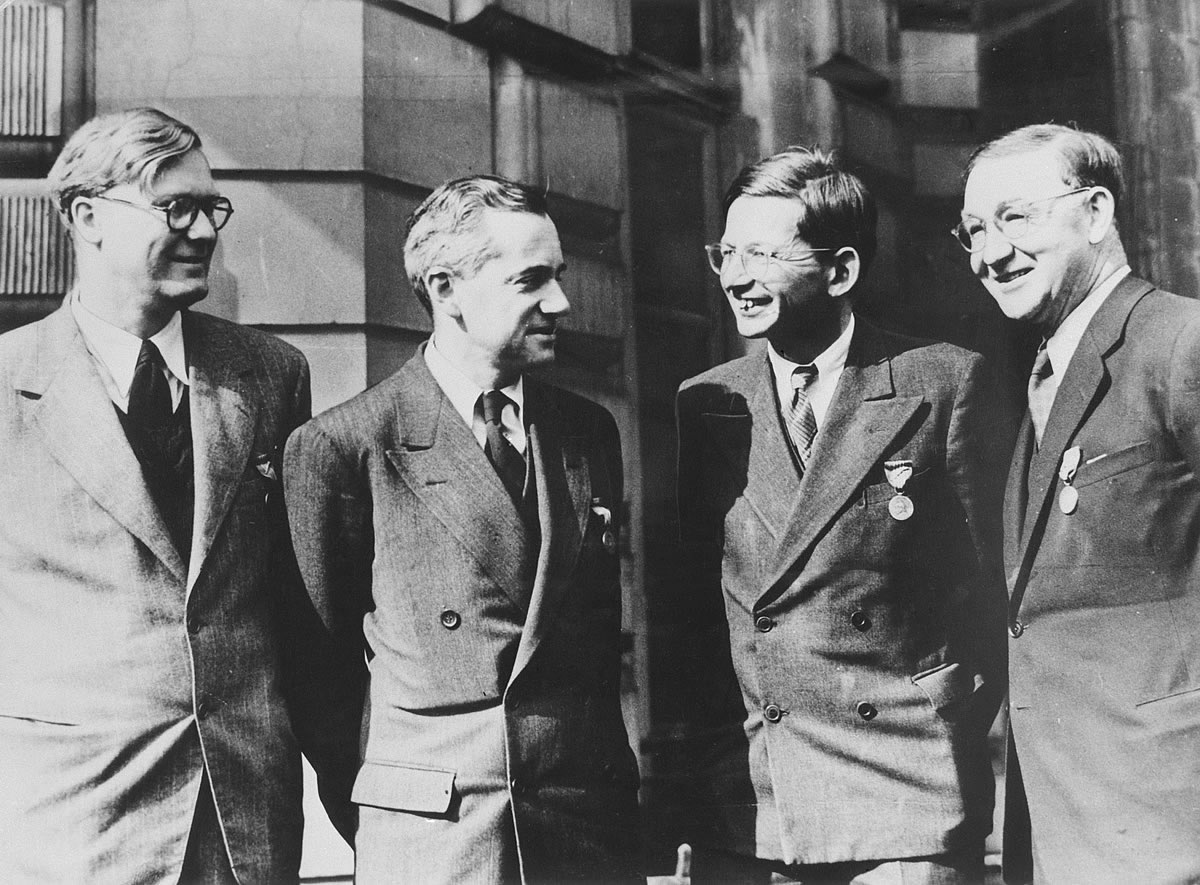
Von links nach rechts: William Penney, Otto Frisch, Rudolf Peierls und John Cockcroft im Jahr 1946

Otto Frisch wurde 1904 in Wien geboren. Er entstammte einer sowohl musikalisch als auch naturwissenschaftlich begabten Familie und seine Tante war die Physikerin Lise Meitner. Er studierte an der Universität seiner Heimatstadt und arbeitete nach dem Abschluss des Studiums in verschiedenen wissenschaftlichen Instituten in Deutschland, zuletzt bis 1933 bei Otto Stern in Hamburg. Rudolf Peierls wurde 1907 in Berlin geboren, studierte an der Friedrich-Wilhelms-Universität und arbeitete danach an verschiedenen Universitäten über Probleme aus dem Bereich der Festkörperphysik. Sowohl Frisch als auch Peierls stammten aus jüdischen Elternhäusern und beiden wurde nach der Machtergreifung der Nationalsozialisten 1933 klar, dass sie an deutschen Universitäten keine Perspektiven als Wissenschaftler mehr haben würden. Peierls blieb zunächst in Cambridge, wo er als Rockefeller-Stipendiat arbeitete und wurde 1937 schließlich zum Professor für Physik an der Universität Birmingham ernannt. Frisch emigrierte 1933 von Hamburg nach London, wo er eine Anstellung am Birkbeck College fand und bei Patrick Maynard Stuart Blackett über Probleme aus dem Bereich Radioaktivität arbeitete. Von 1934 bis 1939 beschäftigte sich Frisch am Institut von Niels Bohr in Kopenhagen mit kernphysikalischen Fragestellungen.

## Otto Frisch und Lise Meitner

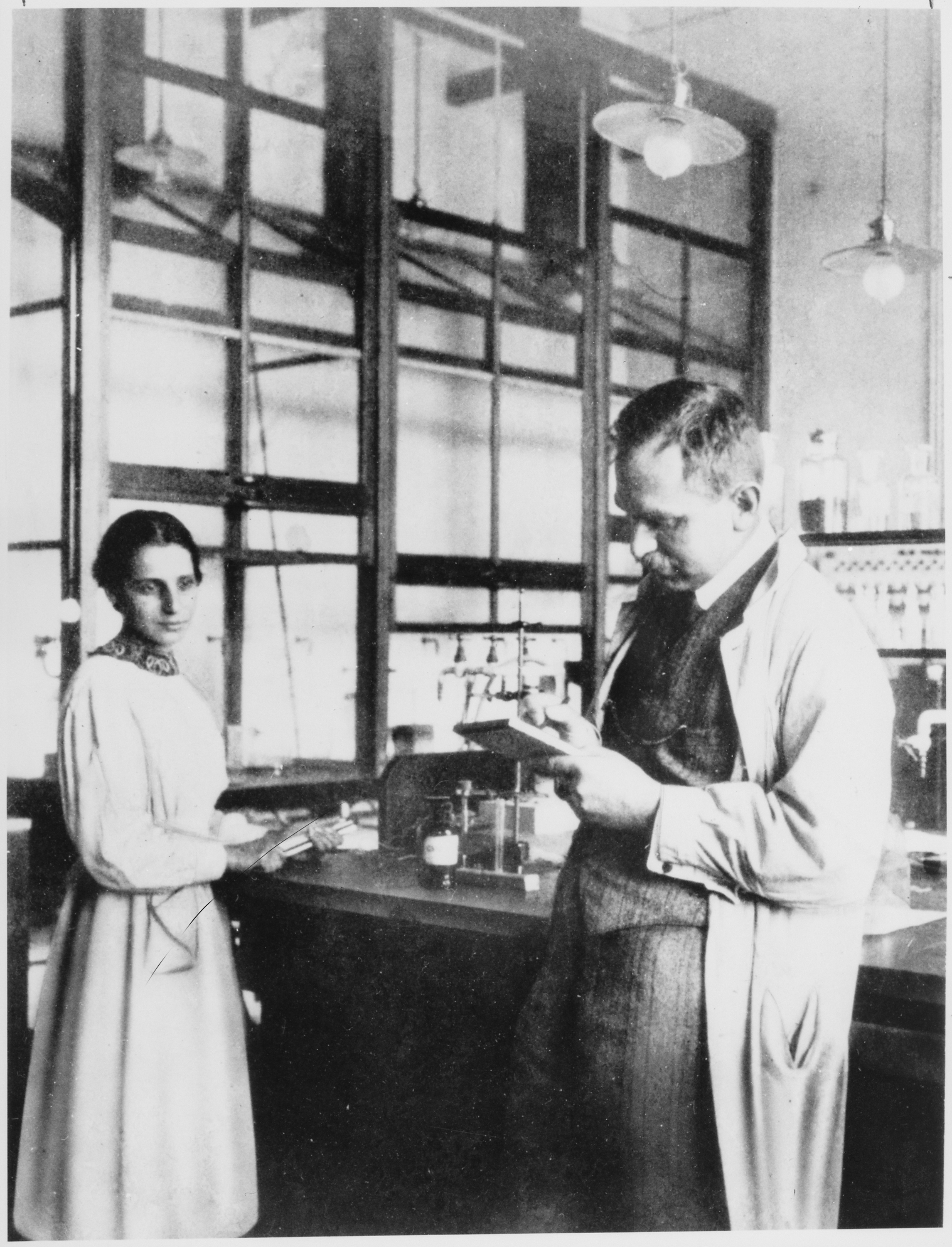
Lise Meitner und Otto Hahn in Berlin (um 1925).

Seit vielen Jahren arbeitete Lise Meitner als wissenschaftliche Mitarbeiterin von Otto Hahn am Berliner Kaiser-Wilhelm-Institut für Chemie und hatte entscheidenden Anteil an den Forschungsergebnissen von Otto Hahn. Obwohl sie jüdischer Abstammung war, konnte sie auch nach 1933 zunächst einigermaßen unbehelligt weiter arbeiten, da sie die österreichische Staatsbürgerschaft besaß und somit als Ausländerin galt und nicht unter die Bestimmungen der antisemitischen Gesetzgebung fiel. Diese Situation änderte sich jedoch 1938 nach dem Anschluss Österreichs schlagartig und Meitner sah sich gezwungen, nach Schweden zu emigrieren. An Weihnachten 1938 besuchte ihr Neffe Otto Frisch seine Tante in ihrem Wohnort Kungälv in Schweden. Dort erzählte Meitner von den neuesten Ergebnissen Hahns in Berlin, mit dem sie immer noch in reger Korrespondenz stand. Otto Hahn und Fritz Straßmann hatten beim Beschuss von Uran mit Neutronen anschließend das Element Barium gefunden, konnten dieses Ergebnis jedoch zunächst nicht interpretieren. In ihren Diskussionen in Kungälv kamen Frisch und Meitner zu der Hypothese, dass durch den Neutronenbeschuss eine Kernspaltung des Urans erfolgt sein müsse. Nachdem er nach Kopenhagen zurückgekehrt war, machte sich Frisch sofort daran, die Experimente von Hahn zu verifizieren. Frisch und Meitner berechneten, dass bei der Kernspaltung eine ungeheure Menge an Energie bezogen auf die eingesetzte Masse frei wurde, und publizierten ihre Ergebnisse 1939 einige Monate nach der Veröffentlichung von Hahn und Straßmann.

## Zustandekommen des Memorandums
Im Sommer 1939 reiste Frisch von Kopenhagen nach Birmingham. Die Reise war nur als kurzer Besuch geplant gewesen, jedoch wurde Frisch in England vom Ausbruch des Zweiten Weltkrieges überrascht, so dass er nicht mehr nach Dänemark zurückkehren konnte. Durch die Umstände dazu genötigt, sah er sich nach Arbeitsmöglichkeiten in England um und fand eine Beschäftigung bei Rudolf Peierls, der sich als deutscher Emigrant schon seit einiger Zeit in England und Birmingham etabliert hatte. Beide, Peierls und Frisch, waren aufs höchste besorgt über die militärischen Erfolge Nazideutschlands auf dem europäischen Kontinent und kannten zugleich das hohe Niveau der deutschen Kernforschung und theoretischen Physik aus eigener Anschauung. Sie befürchteten, dass die Nazis sich das Potenzial der modernen Kernspaltung zunutze machen würden und dass damit in den Händen Hitlers eine „Super-Bombe“ entstehen könnte. Um auf diese Gefahr aufmerksam zu machen, verfassten sie im März 1940 das später nach ihnen benannte Memorandum.

## Der Inhalt des Memorandums
Die Schrift, die als strictly confidential (streng geheim) gekennzeichnet war, bestand aus zwei Teilen. Im ersten Teil werden allgemeine Überlegungen über die Möglichkeit und technische Realisierung einer Uranbombe angestellt. Im zweiten Teil folgen ausführliche physikalische Berechnungen um die zuerst aufgestellten Überlegungen zu untermauern.

### Auswirkungen einer Atombombenexplosion
Im ersten Teil werden in erstaunlicher visionärer Klarheit die Folgen einer Atombombenexplosion beschrieben:

The attached detailed report concerns the possibility of constructing a “super-bomb” which utilizes the energy stored in atomic nuclei as a source of energy. The energy liberated in the explosion of such a super-bomb is about the same as that produced by the explosion of 1000 tons of dynamite. This energy is liberated in a small volume, in which it will, for an instant, produce a temperature comparable to that in the interior of the sun. The blast from such an explosion would destroy life in a wide area. The size of this area is difficult to estimate, but it will probably cover the centre of a big city.

„Der beigefügte detaillierte Bericht beschäftigt sich mit der Möglichkeit der Konstruktion einer „Super-Bombe“, die die in den Atomkernen gespeicherte Energie nutzt. Die Energie, die durch die Explosion einer solchen Bombe freigesetzt wird, entspricht etwa der Energie von 1000 Tonnen Dynamit. Diese Energie wird in einem kleinen Volumen freigesetzt, in dem sie für einen Bruchteil einer Sekunde Temperaturen, die denen im Innern der Sonne vergleichbar sind, produziert. Die Druckwelle einer solchen Explosion würde alles Leben in weitem Umkreis vernichten. Die Größe des betroffenen Bereichs ist schwierig abzuschätzen, würde aber wahrscheinlich das Zentrum einer Großstadt umfassen.“

Die Folgen des radioaktiven Niederschlags (fallout) und der radioaktiven Kontamination der Umgebung werden ebenfalls klar erkannt und beschrieben:

In addition, some part of the energy set free by the bomb goes to produce radioactive substances, and these will emit very powerful and dangerous radiations. The effect of these radiations is greatest immediately after the explosion, but it decays only gradually and even for days after the explosion any person entering the affected area will be killed.
Some of this radioactivity will be carried along with the wind and will spread the contamination; several miles downwind this may kill people.

„Zusätzlich wird ein Teil der durch die Bombe freigesetzten Energie in Form von radioaktiven Substanzen frei, und diese werden energiereiche und gefährliche Strahlung emittieren. Der Effekt dieser Strahlung wird unmittelbar nach der Explosion am größten sein, jedoch danach nur schrittweise abnehmen, so dass auch noch Personen, die Tage nach der Explosion das Gebiet betreten, dadurch getötet werden.
Ein Teil der Radioaktivität wird durch den Wind verteilt werden und die Verseuchung verbreiten; dies kann Menschen auch noch viele Meilen in Windrichtung entfernt töten.“

### Gefahr einer deutschen Atombombe
Im Weiteren wird die Möglichkeit, dass Deutschland eine solche Waffe entwickeln könnte, diskutiert:

We have no information that the same idea has also occurred to other scientists but since all the theoretical data bearing on this problem are published, it is quite conceivable that Germany is, in fact, developing this weapon. Whether this is the case is difficult to find out, since the plant for the separation of isotopes need not be of such a size as to attract attention. Information that could be helpful in this respect would be data about the exploitation of the uranium mines under German control (mainly in Czechoslovakia) and about any recent German purchases of uranium abroad. It is likely that the plant would be controlled by Dr. K. Clusius (Professor of Physical Chemistry in Munich University), the inventor of the best method for separating isotopes, and therefore information as to his whereabouts and status might also give an important clue. At the same time it is quite possible that nobody in Germany has yet realized that the separation of the uranium isotopes would make the construction of a super-bomb possible. Hence it is of extreme importance to keep this report secret since any rumour about the connection between uranium separation and a super-bomb may set a German scientist thinking along the right lines.

„Wir verfügen über keine Informationen, dass auch schon andere Wissenschaftler auf diese Gedanken gekommen sind, jedoch erscheint es vor dem Hintergrund, dass alle theoretischen Daten zu diesem Problem öffentlich zugänglich sind, vorstellbar, dass Deutschland tatsächlich diese Waffe entwickelt. Ob dies tatsächlich der Fall ist, ist schwierig zu bestimmen, da eine Anlage zur Isotopentrennung nicht unbedingt eine auffällige Größe haben muss. Informationen über die Ausbeutung von Uranminen, die unter deutscher Kontrolle stehen (hauptsächlich in der Tschechoslowakei) und über deutsche Einkäufe von Uran im Ausland wären hilfreich. Wahrscheinlich würde eine solche Anlage durch Dr. K. Clusius (Professor für Physikalische Chemie an der Universität München), dem Erfinder einer der besten Methoden zu Isotopentrennung, geleitet werden. Daher würden Informationen über seinen Aufenthaltsort und Status wertvolle Hinweise geben. Es ist auch gut möglich, dass niemand in Deutschland bisher erkannt hat, dass die Uran-Isotopentrennung zur Herstellung einer Super-Bombe dienen kann. Daher ist es von größter Bedeutung, dass dieser Bericht geheim gehalten wird, damit deutsche Experten nicht über Gerüchte auf diese Fährte geleitet werden.“

### Die technische Machbarkeit einer Uran-Bombe
Im nächsten Abschnitt wird auf mögliche technische Probleme bei der Konstruktion eingegangen:

As regards the reliability of the conclusions outlined above, it may be said that they are not based on direct experiments, since nobody has ever built a super-bomb yet, but they are mostly based on facts which, by recent research in nuclear physics, have been very safely established. The only uncertainty concerns the critical size for the bomb. We are fairly confident that the critical size is roughly a pound or so, but for this estimate we have to rely on certain theoretical ideas which have not ‘been positively confirmed.

„Was die Zuverlässigkeit der oben gemachten Ausführungen angeht, muss gesagt werden, dass sie nicht auf Experimenten gründen, da bisher niemand jemals eine solche Super-Bombe gebaut hat. Aber sie basieren größtenteils auf Tatsachen, die durch neuere Forschungen aus der Kernphysik mit großer Sicherheit bestätigt wurden. Die einzige Unsicherheit betrifft die kritische Größe einer solchen Bombe. Wir sind ziemlich sicher, dass die kritische Größe etwa einem halben Kilogramm entspricht, aber bei dieser Abschätzung müssen wir uns auf bestimmte theoretische Überlegungen berufen, die bisher nicht “positiv bestätigt” sind.“